# Daría
«Daría» es una canción grabada e interpretada por el grupo español La Quinta Estación. La canción es la tercera de los cuatro sencillos de su segundo álbum de estudio Flores de alquiler. La pista también se puede encontrar en el álbum recopilatorio Now Esto Es Musica! Latino. Una versión acústica se puede encontrar en el álbum acústico de la banda.